# Tanaya Beatty
Pour les articles homonymes, voir Beatty.
Tanaya Beatty est une actrice canadienne, née le 12 février 1991 à Vancouver.
Elle s'est d'abord fait connaître dans un rôle secondaire du film Twilight, chapitres IV et V : Révélation puis dans des séries télévisées, notamment des rôles récurrents dans True Justice, Arctic Air et The Night Shift.

## Biographie
Tanaya Beatty passe son enfance dans plusieurs localités de Colombie-Britannique : Nelson, Midway (en) et Grand Forks. Sa mère est une Amérindienne du Canada et son père a des origines himalayennes, mais elle a été adoptée par une famille d'origine italienne.
Elle étudie à la Vancouver Film School.
Tanaya Beatty est choisie pour jouer le rôle de Sacagawea pour la minisérie prévue par HBO, Lewis and Clark. En 2017, elle apparaît aux côtés de Christian Bale et Wes Studi dans Hostiles. Elle tient le rôle principal dans Through Black Spruce, une adaptation du roman éponyme de Joseph Boyden.

## Filmographie

### Cinéma
- 2011 : Twilight, chapitre IV - Révélation de Bill Condon : Rachel Black
- 2013 : Lessons in Love de Fred Schepisi : Tammy (VF : Elsa Davoine)
- 2016 : The Last Hunt (court métrage) de Matthew Daddario et Brock Harris : Crystal
- 2017 : Hochelaga, terre des âmes de François Girard : Akwi
- 2018 : Hostiles de Scott Cooper : Living Woman
- 2019 : Through Black Spruce
- 2022 : Les Crimes du futur (Crimes of the Future) de David Cronenberg : Berst
- 2022 : Murder at Yellowstone City de Richard Gray : Violet Running Horse
- 2023 : In the Blink of an Eye d'Andrew Stanton

### Télévision
- 2012 : Blackstone (série télévisée), épisode Hitchin : Sandra
- 2012 : True Justice (série télévisée), 7 épisodes : Jessica Finch
- 2012-2014 : Arctic Air (série télévisée), 19 épisodes : Caitlin Janvier (VQ : Émilie Gilbert)
- 2013 : Continuum (série télévisée), 3 épisodes : Rebecca
- 2014 : Les 100 (série télévisée), 2 épisodes : Mel
- 2016-2017 : The Night Shift (série télévisée, S3-S4), 23 épisodes  : Dr Shannon Rivera (VF : Anne Tilloy)
- 2019 : Yellowstone (série télévisée), 5 épisodes : Avery (VF : Anne Tilloy)